# L.H.O.O.Q.
L.H.O.O.Q. ist eines der bekanntesten Ready-mades des französisch-amerikanischen Malers und Objektkünstlers Marcel Duchamp aus der Zeit des Dadaismus, das er in verschiedenen Versionen schuf. Die erste Version stammt aus dem Jahr 1919. L.H.O.O.Q. ist eine bearbeitete Reproduktion von Leonardo da Vincis weltberühmtem Gemälde Mona Lisa, auf der Duchamp als Parodie des Bildes mit Bleistift einen Schnurrbart sowie einen Spitzbart am Kinn und den Titel hinzufügte.

## Beschreibung
Das Ready-made mit dem Titel L.H.O.O.Q. ist eine bearbeitete Reproduktion der Mona Lisa von Leonardo da Vinci, dessen 400. Todestages im Jahr 1919 gedacht wurde. Duchamp fügte der Reproduktion mit Bleistift einen Schnauz- sowie einen Spitzbart hinzu. Es wird innerhalb der sechs Kategorien der Ready-mades von Duchamp nach Francis M. Naumann unter dem Begriff „Rectified readymade“ („Verbessertes Ready-made“) eingeordnet.
Der Titel L.H.O.O.Q. (französisch buchstabiert: èl ache o o qu) ist ein Wortspiel; spricht man die Buchstaben französisch aus, ergibt sich daraus der Satz „Elle a chaud au cul“ (dt. etwa: „Sie hat einen heißen Hintern“). Der Satz ist ein Vulgärausdruck für eine Frau, deren sexuelles Interesse das Normalmaß übersteigt. Diese Interpretation wurde von Duchamp in einem späten Interview gestützt, in dem er L.H.O.O.Q. locker mit „Es gibt ein Feuer da unten“ übersetzte.

## Geschichte
Marcel Duchamp verwirklichte das Konzept des Ready-made bereits in seinen Werken wie Fahrrad-Rad (1913), Flaschentrockner (1914) und Fontäne (1917).
L.H.O.O.Q. entstand 1919 in Paris. Es war die Zeit des Dadaismus, einer Kunstrichtung, die während des Ersten Weltkriegs im Jahr 1916 in Zürich entstanden war und die in anderen europäischen Städten sowie in New York City Anhänger fand. Dada war eine literarische und künstlerische Antwort auf die Brutalität des Krieges; Dada verachtete bürgerliche Ideale und reagierte durch die Ablehnung „konventioneller“ Kunstformen, die oft parodiert wurden.
In Francis Picabias dadaistischer Zeitschrift 391 erschien in Nr. 12 im März 1920 L.H.O.O.Q. Tableau Dada par Marcel Duchamp auf der Titelseite. Bei der Reproduktion wurde allerdings der Spitzbart am Kinn der Mona Lisa weggelassen und nur der Schnurrbart blieb erhalten. Duchamp erklärte später, dass Picabia das Original nicht vorlag und er den Schnurrbart auf einer Mona-Lisa-Reproduktion einzeichnete, den Spitzbart aber vergessen hatte. Picabias Reproduktion galt lange als das Original; erst zehn Jahre später, im März 1930, wurde Duchamps Erstling zusammen mit einer größeren Replik auf der Ausstellung La peinture au défi in Paris gezeigt. Louis Aragon verfasste im Katalog ein Vorwort. In den frühen 1940er Jahren fand ein weiterer Dada-Künstler, Hans Arp, Picabias Originalreplik in einer Buchhandlung. Arp zeigte es Duchamp, der es vorsichtig mit schwarzer Tinte um den von Picabia vergessenen Spitzbart komplettierte und mit blauer Tinte zum Titel hinzufügte: „moustache par Picabia / barbiche par Marcel Duchamp. Avril 1942“.
Duchamp schuf viele seiner Ready-mades in mehreren Versionen; so gibt es auch L.H.O.O.Q. in verschiedenen Größen und unterschiedlichem Material. 1960 malte er seine Ergänzungen auf eine handgemalte Kopie der Mona Lisa, die im Besitz von Max Ernst und seiner Frau Dorothea Tanning war und versah sie mit seiner Widmung.

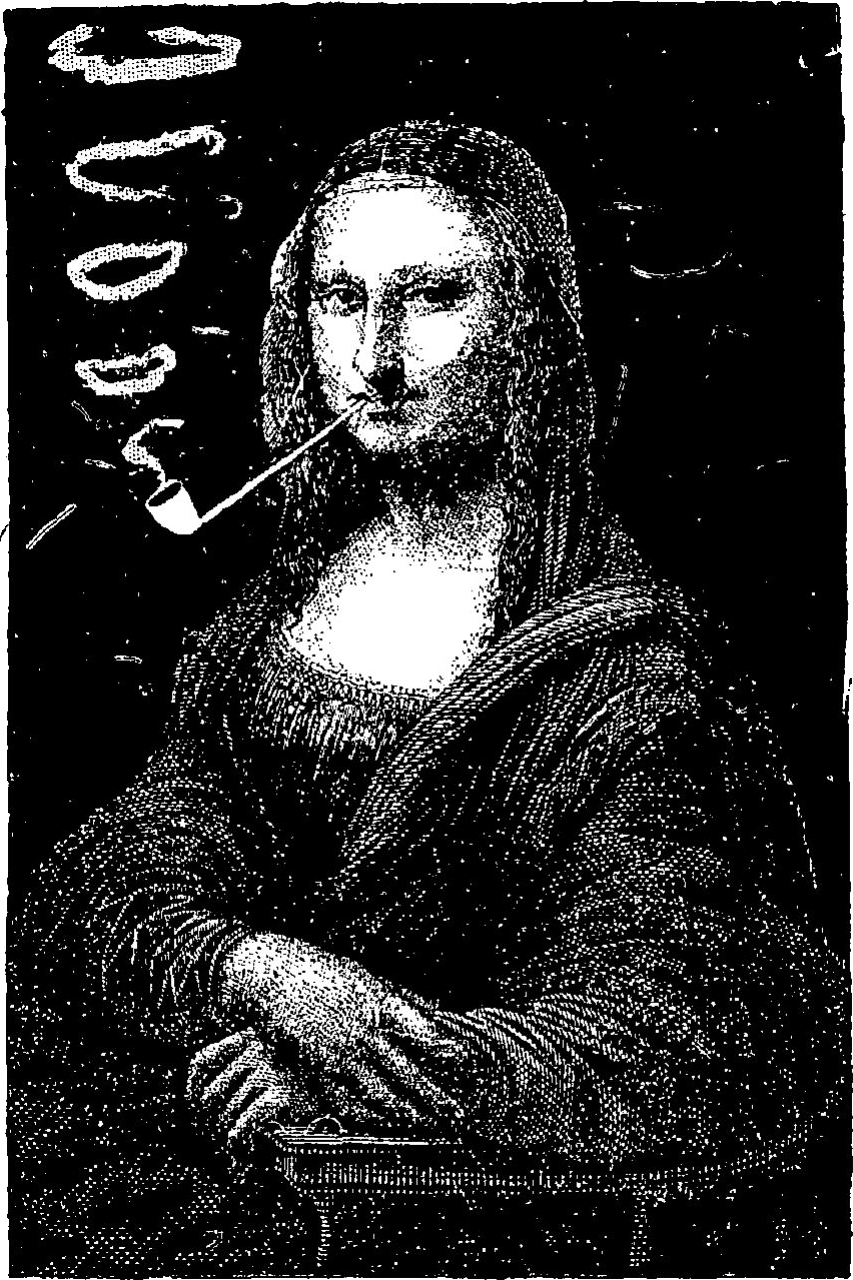
Sapeck: La Joconde fumant la pipe, 1887

Die letzte unmodifizierte Reproduktion der Mona Lisa ohne Bart aus dem Jahr 1965, L.H.O.O.Q. rasée, eine Spielkarte montiert auf einer Einladungskarte, ist in der Sammlung des New Yorker Museum of Modern Art unter dem Titel L.H.O.O.Q. Shaved enthalten. Die Einladungskarte bezog sich auf eine im Jahr 1965 veranstaltete Ausstellung des Werks von Duchamp in New York, zu der die künstlerische Avantgarde erschien, so unter anderem Andy Warhol, dessen Mona-Lisa-Adaption Thirty Are Better Than One zwei Jahre früher geschaffen worden war. Ebenfalls in der Ausstellung waren die Repliken der Ready-mades aus dem Jahr 1964, die der Kunsthistoriker und Galerist Arturo Schwarz für seine Mailänder Edition hatte herstellen lassen, darunter auch L.H.O.O.Q.

## Adaptionen derMona Lisa
Ein Vorgänger dieser Arbeit war Sapecks Karikatur der Mona Lisa mit dem Titel La Joconde fumant la pipe (La Gioconda, eine Pfeife rauchend) aus dem Jahr 1887. 1914 folgte Kasimir Malewitschs suprematistisches  Gemälde Sonnenfinsternis mit Mona Lisa. Nach Duchamps L.H.O.O.Q. von 1919 gab es weitere Künstler, die von der Mona Lisa inspiriert waren (siehe Übersicht). Der zeitgenössische indische Konzeptkünstler Subodh Gupta formte 2009/2010 Mona Lisa mit Bart als Bronzeskulptur und gab ihr den Titel Et tu, Duchamp?

## Provenienz
Im Jahr 1944 gab Duchamp auf dem Original aus dem Jahr 1919 rückseitig eine von einem New Yorker Notar beglaubigte Echtheitsgarantie.
Die 1930er-Version war ein Geschenk Duchamps an Louis Aragon, der es 1979 der Kommunistischen Partei Frankreichs übergab. 2005 gelangte das Ready-made als Leihgabe der finanziell angeschlagenen Partei für 99 Jahre an das Musée National d’Art Moderne in Paris.

## Rezeption
„Es war die Verwendung von dem, was die Leute oft mit Plakaten machen, die Zähne schwärzen und derlei Dinge. Mehr oder weniger ein Kapitel Graffiti. Die Gioconda war dermaßen universell bekannt und bewundert, daß die Versuchung sehr groß war, sie für einen Skandal zu verwerten.“

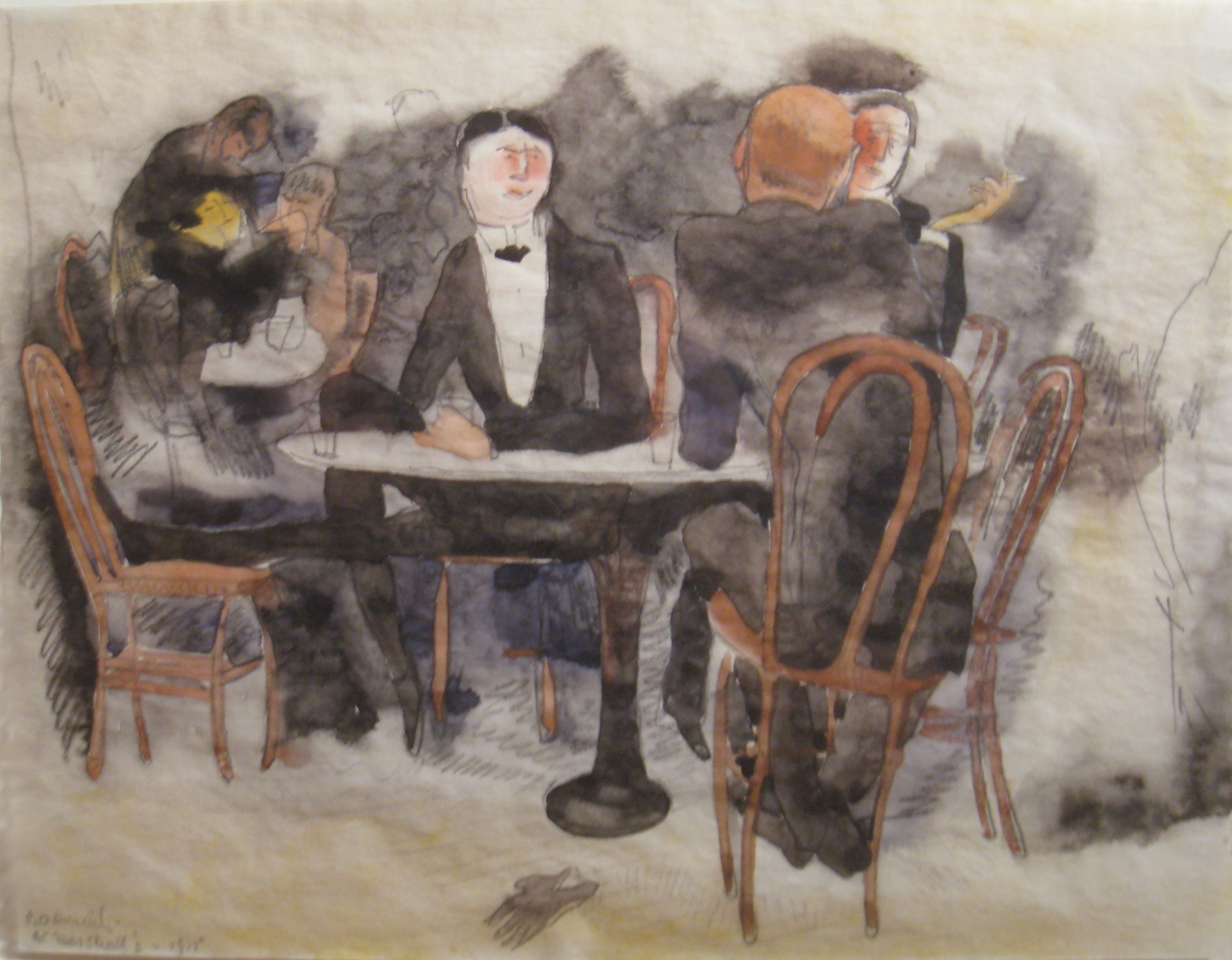
Charles Demuth: At Marshall’s, 1915. Abgebildet sind Duchamp (Mitte), Edward Fisk und Marsden Hartley.

Die maskuline Änderung des Motivs weist auf Duchamps Rollenspiel mit dem Geschlecht hin; als weibliches Alter Ego wählte er das Pseudonym Rrose Sélavy, das französisch ausgesprochen „Eros, c’est la vie“ („Eros, das ist das Leben“) bedeutet.
Zeitgenossen verstanden das Bild als eine Anspielung auf Leonardo da Vincis angebliche Homosexualität, über die öffentlich nach dem Erscheinen von Sigmund Freuds Essay Eine Kindheitserinnerung des Leonardo da Vinci im Jahr 1910 spekuliert wurde. Duchamp erklärte später, dass ihn die so bekannte und bewunderte La Gioconda gereizt hätte, einen Skandal zu provozieren. Die junge Frau mit Bart erschiene sehr maskulin, was mit da Vincis Homosexualität gut übereinstimme.
Es gibt ebenfalls Vermutungen, dass die Wahl der Mona Lisa als Motiv sich auf den französischen Dichter und Freund Duchamps, Guillaume Apollinaire, bezieht, der 1911 zu Unrecht in Verdacht geriet, das Gemälde aus dem Louvre gestohlen zu haben.
Nach der amerikanischen Bildhauerin Rhonda R. Shearer ist die angebliche Reproduktion der Mona Lisa in Wahrheit eine Fotomontage, die in Teilen nach Duchamps eigenen Gesichtszügen geschaffen wurde.
Der Surrealist Salvador Dalí schuf – mit Hilfe des Fotografen Philippe Halsman in dem Buch Dali’s Mustache (1954) – eine Interpretation/Verfremdung von L.H.O.O.Q.: Die Mona Lisa hat Dalís Gesicht mit Bart, und seine kräftigen Hände halten Goldmünzen. Zusätzlich setzt sich Dalí – unverwechselbar durch Schnurrbart, Blick sowie weitere Attribute – persönlich und als neue Ikone an die Stelle der „Kunstikone La Gioconda“.
Der Name einer isländischen Popband, die in den 1990er Jahren aktiv war, bezog sich mit ihrem Namen Lhooq auf Duchamps Werk.

## Versionen
- 1919 – Privatkollektion, Paris.[1] Das Musée National d’Art Moderne in Paris hat mehrere Fotografien des Werks von Man Ray in seiner Sammlung.[19]
- 1920 – gegenwärtiger Standort unbekannt.
- 1930 – vergrößerte Replik, Musée National d’Art Moderne, Centre Georges Pompidou, Paris (Leihgabe)[20]
- 1940 – Farbreproduktion vom Original, ausgeführt von Duchamp für das tragbare Museum Boîte-en-valise. Ein Exemplar befindet sich im Museum Boijmans Van Beuningen, Rotterdam[21]
- 1941 – Mustache and Beard of L.H.O.O.Q. Frontispiz zu dem Gedicht Marcel Duchamp von Georges Hugnet. Hrsg. von Georges Hugnet, Paris 1941[22]
- 1958 – Kollektion von Antoni Tàpies, Barcelona
- 1960 – Öl auf Leinwand, bis 1999 Kollektion Dorothea Tanning, New York, später Privatbesitz
- 1964 – 38 Repliken für eine limitierte Edition von Pierre de Massots Marcel Duchamp, propos et souvenirs, Arturo Schwarz, Mailand.
- 1965 – L.H.O.O.Q. Shaved, Museum of Modern Art, New York

## Abbildungen
1. ↑  L.H.O.O.Q., 391 Nr. 12, März 1920
2. ↑  L.H.O.O.Q., April 1942
3. ↑  Subodh Gupta: Et tu, Duchamp? In: KÖR Kunst im öffentlichen Raum Wien. 2010, abgerufen am 5. März 2017.